# Йоханес Блок
Йоханес Блок (на немски: Johannes Block) е немски офицер, служил по време на Първата и Втората световна война.

## Биография

#### Ранен живот и Първа световна война (1914 – 1918)
Йоханес Блок е роден на 17 ноември 1894 г. в Бюшдорф, Германия. През август 1914 г. се присъединява се към армията като доброволец. През следващата година става офицерски кадет и завършва Първата световна война със звание лейтенант.

##### Междувоенен период
Присъединява се към Райхсвера. Служи в различни пехотни подразделения и като щабен офицер.

#### Втора световна война (1939 – 1945)
В началото на Втората световна война командва последователно пехотен батальон, пехотен полк, а на 15 май 1942 г. му е поверено ръководството на 294-та пехотна дивизия. На 1 април 1944 г. става командващ офицер на 8-и корпус, на 25 април 1944 г. на 13-и корпус, а последното му назначение, получено на 15 август 1944 г., го поставя начело на 56-и танков корпус. Убит е на 26 януари 1945 г. по време на бойни действия в близост до Келце, Полша.

## Военна декорация
| - Германски орден „Железен кръст“ (1914) – II (5 юли 1916) и I степен (22 август 1918) - Германска „Значка за раняване“ (1914) – черна - Орден „Кръст на честта“ (30 декември 1934) - Германски орден „Железен кръст“ (1939, повторно) – II (8 септември 1939) и I степен (10 септември 1939) - Германски „Орден на кръвта“ (?) | - Германски медал „За зимна кампания на изтока 1941/42 г.“ - Рицарски кръст с дъбови листа - Носител на Рицарски кръст (22 декември 1941) - Носител на Дъбови листа № 331 (22 ноември 1943) - Упоменат в ежедневния доклад на Вермахтберихт (6 февруари 1943) |